# Accouchement assisté à domicile
Pour les articles homonymes, voir AAD.

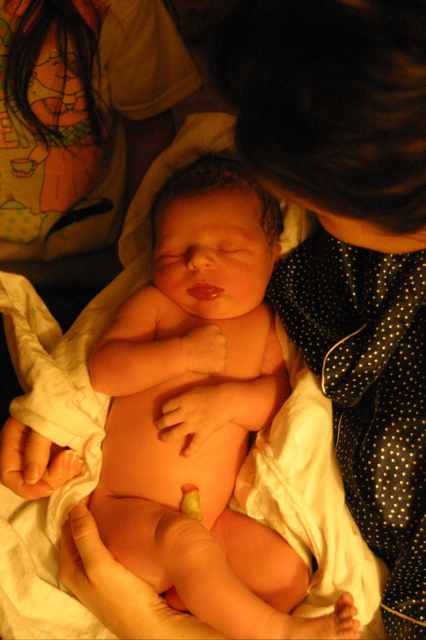
Un bébé né à domicile.

L'accouchement accompagné à domicile (AAD), parfois raccourci au terme accouchement à domicile, est un accouchement ayant lieu au domicile de la femme enceinte. Il se démarque des accouchements en maison de naissance et en plateau technique (maternité) par le fait que la mère garde sa mobilité. Elle accouche dans un environnement matériel et humain qui lui est familier, ce qui joue pour certaines femmes le rôle rassurant que la médicalisation peut jouer pour d'autres. Un accouchement accompagné à domicile est le plus souvent accompagné par une sage-femme, parfois par un médecin. Il existe aussi des accouchements à domicile planifiés sans aucune assistance médicale, les accouchements non-assistés (ANA), et il arrive que des femmes qui n'y sont pas préparées fassent un accouchement non assisté inopiné lorsqu'elles n'ont pu contacter à temps un praticien médical.
L'accouchement à domicile concerne 90 % des naissances dans le monde. Dans les pays développés, l'accouchement à domicile a reculé au cours du XXe siècle, et en particulier après la Seconde Guerre mondiale, car l'accouchement à l'hôpital s'est généralisé sous l'influence des progrès techniques et des transformations sociales. Alors que l'accouchement accompagné à domicile est relativement répandu dans les pays d'Europe du Nord, dans les pays latins du Sud de l'Europe, et en particulier en France, cette pratique est souvent considérée comme archaïque et parfois dangereuse alors même que ce point n'est pas clairement mis en évidence par les études. On constate néanmoins, y compris dans ces pays, un regain d'intérêt pour une moindre médicalisation dans le cadre de ce qu'on appelle l'accouchement naturel, témoignant du fait que cet événement est envisagé comme un événement familial et intime qu'il convient de préserver plutôt que comme l'objet d'une intervention médicale à haut risque.

## Histoire

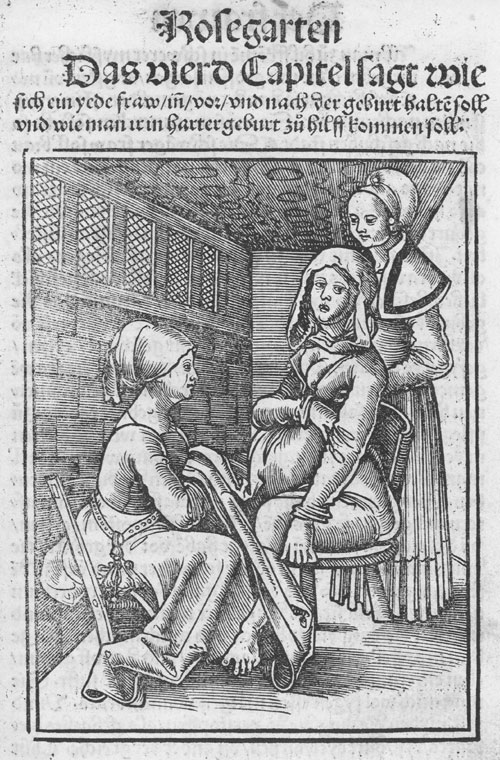
Une femme accouchant à domicile sur une chaise, illustration sur un livre de Eucharius Rösslin datant de 1515 environ

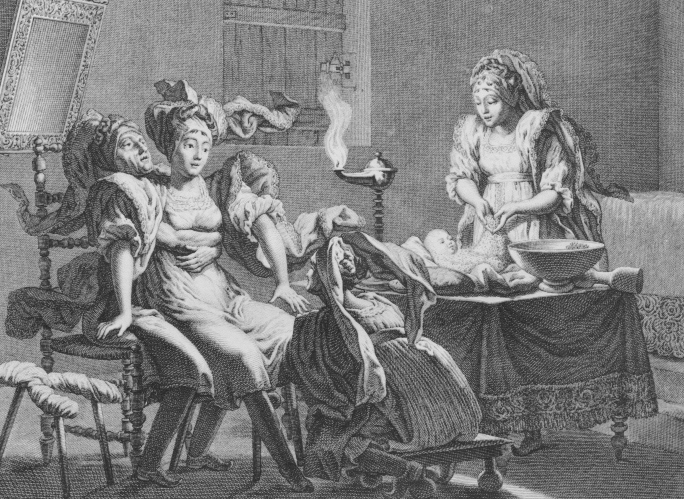
Femme ayant accouché à domicile par Sonnini de Manoncourt dans son ouvrage Voyage en Grèce et en Turquie…, Paris 1801

Les accouchements accompagnés à domicile modernes n'ont rien à voir avec ceux pratiqués avant l'apparition de la pénicilline, des ocytociques et des techniques obstétricales modernes. Jusqu'au XXe siècle les risques liés à l'accouchement sont élevés : les conditions d'hygiène étaient sommaires, les grossesses étaient nombreuses, peu surveillées, mal respectées, et les femmes peu ou mal informées sur la grossesse et l'accouchement [Réf. nécessaire]. D'après plusieurs recherches, le taux de mortalité maternelle variait entre 8 et 17 %, et pouvait atteindre 20 %. Pendant longtemps, l'accouchement ne fut pas considéré comme étant du ressort du médecin mais de l'accoucheuse, de la matrone ou de la sage-femme. La sage-femme ou le médecin (quand ils étaient présents) ne disposaient pas de moyens efficaces de surveillance avant et pendant le travail. L'absence de recours à l'échographie rendait plus aléatoires les diagnostics de grossesse gémellaire, de présentation dystocique, de procidence du cordon ou de placenta praevia.
Par ailleurs, l'hôpital a longtemps été un lieu à haut risque en raison des infections nosocomiales qui pouvaient toucher les parturientes et les nouveau-nés. La situation évolue au cours du XIXe siècle avec les découvertes des microbes et de l'antisepsie. Ainsi c'est en constatant que les femmes accouchées par les sages-femmes meurent trois fois moins que celles accouchées par les médecins que le hongrois Ignace Semmelweis établit en 1847 que la fièvre puerpérale est transmise depuis les salles d'autopsies par les mains des médecins. Cette observation conduira à la mise en place de règles d'hygiène qui transforment profondément l'image de l'hôpital non plus comme lieu de dernier recours mais comme véritable structure de soins organisée « cliniques ». Par ailleurs, les progrès des techniques médicales et l'invention de nombreux instruments assoient le statut de la médecine hospitalière qui s'organise en spécialités médicales, dont l'obstétrique.
Au cours de la première moitié du XXe siècle, les « maisons d'accouchement » des hôpitaux accueillent de plus en plus de femmes et non plus seulement les indigentes. Les techniques de césarienne gagnent en notoriété grâce aux antibiotiques et aux anesthésiques. Dans les années 1930, la profession des sages-femmes traverse une « crise identitaire » avant de s'institutionnaliser et d'intégrer majoritairement le corps hospitalier. En 1950, 45 % des accouchements se font encore à domicile.
À partir des années 1960 en France, l'immense majorité des femmes des pays développés sont encouragées à accoucher à l'hôpital. Les raisons de cette campagne de santé publique sont diverses et pas toutes d'ordre strictement médical : aux réticences du personnel médical à pratiquer au domicile s'ajoutent les craintes liées aux transferts en urgence à l'hôpital. D'autres raisons plus sociales ont aussi eu leur rôle : la transformation du mode de vie et de l'habitat exaltent la modernité et certains courants féministes défendent cette médicalisation de l'accouchement vue comme une « prise de contrôle » par la femme de son corps au moyen de la technique.

## L'accouchement assisté à domicile dans le monde

### Pays-Bas

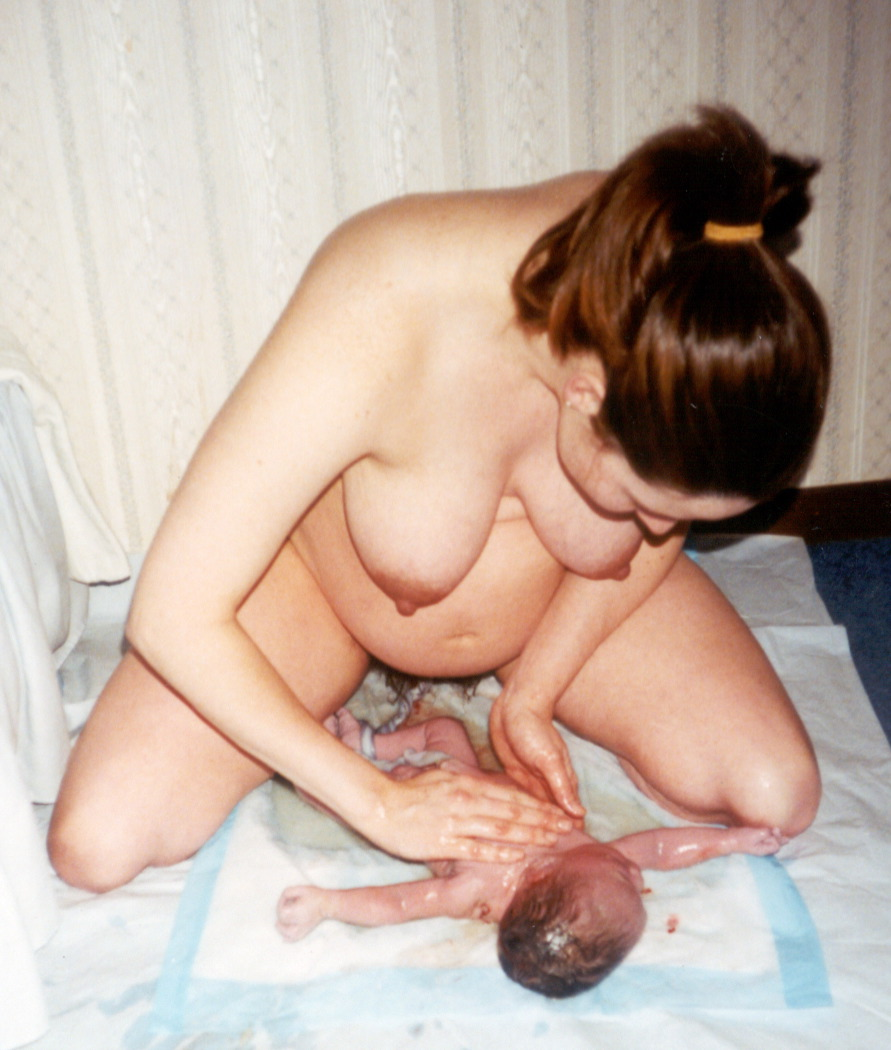
Une femme et son nouveau-né. Accouchement à domicile en 2005 à Londres

Les Pays-Bas ont une assez forte tradition d'accouchements à domicile avec presque 30% des naissances à la maison : En 2002, 29,4 % des naissances qui ont eu lieu à domicile, dont 23,1 % sous la responsabilité de sages-femmes et 6,3 % sous la responsabilité de médecins généralistes. La densité urbaine du pays fait qu'en cas de nécessité, l'accès à une maternité est rapide. De plus la sage-femme présente est toujours accompagnée d’une assistante - la « kraamverzorgster » - qui assiste à l'accouchement et revient dans les jours suivants. L'accouchement à domicile est un choix politique soutenu par le système de santé et soumis à des critères médicaux (de bon sens).

### Grande-Bretagne
La Grande-Bretagne (à la suite, notamment, du rapport Changing Childbirth de la Commission parlementaire permanente sur la maternité, en 1993) inscrit au centre de son système de soins la liberté de choix d'un accouchement à domicile et l'obligation légale pour les hôpitaux de pourvoir à leur accompagnement par des sages-femmes de leurs services.

### Allemagne
En Allemagne, l'accent est mis sur le caractère naturel de l'accouchement, l'anesthésie péridurale reste très minoritaire lors des accouchements en maternité, et l'accouchement en maison de naissance est une alternative très développée, qui séduit de nombreux parents tentés par un accouchement peu médicalisé.

### Belgique
En Belgique, selon un rapport du Centre d'informations et de recherches des organisations de consommateurs (CRIOC), environ 4 % des naissances se déroulent au domicile.
0,4% d'accouchement à domicile selon le CEPIP en 2021[réf. nécessaire].

### France
L'accouchement accompagné à domicile reste minoritaire en France (comme dans les pays du Sud de l'Europe), où les freins mis au développement des maisons de naissance font souvent de l'accouchement à domicile la seule alternative à l'accouchement en maternité. Cette pratique concernerait entre 1 000 et 2 000 naissances chaque année dans le pays,.
Les sages-femmes françaises voulant pratiquer l'accouchement à domicile sont confrontées à des difficultés administratives et légales : les sociétés d'assurance refusent de leur garantir une responsabilité civile professionnelle à un coût abordable, condition nécessaire à l'exercice médical, et elles sont parfois confrontées au manque de coopérativité, voire à l'hostilité, des établissements hospitaliers en cas de transfert en urgence. Néanmoins, le nombre de celles/ceux qui accompagnent des accouchement à domicile continue de croître. Jacqueline Lavillonière, pionnière ardéchoise militante, devenue experte auprès de l'Etat français, en a fait la promotion en France et dans les pays limitrophes lors de conférences, expliquant notamment comment faire lever la réticence institutionnelle[réf. nécessaire]. De plus, des sages-femmes suisses, belges ou allemandes pratiquent en toute légalité sur le sol français dans les régions frontalières. Par ailleurs, le suivi et les actes lors d'accouchement accompagné à domicile sont totalement remboursés par la sécurité sociale en France.

### États-Unis
Le pédiatre Mayer Eisenstein a popularisé cette pratique dès 1973 dans la région de Chicago.

## Raisons du choix de l'accouchement à domicile

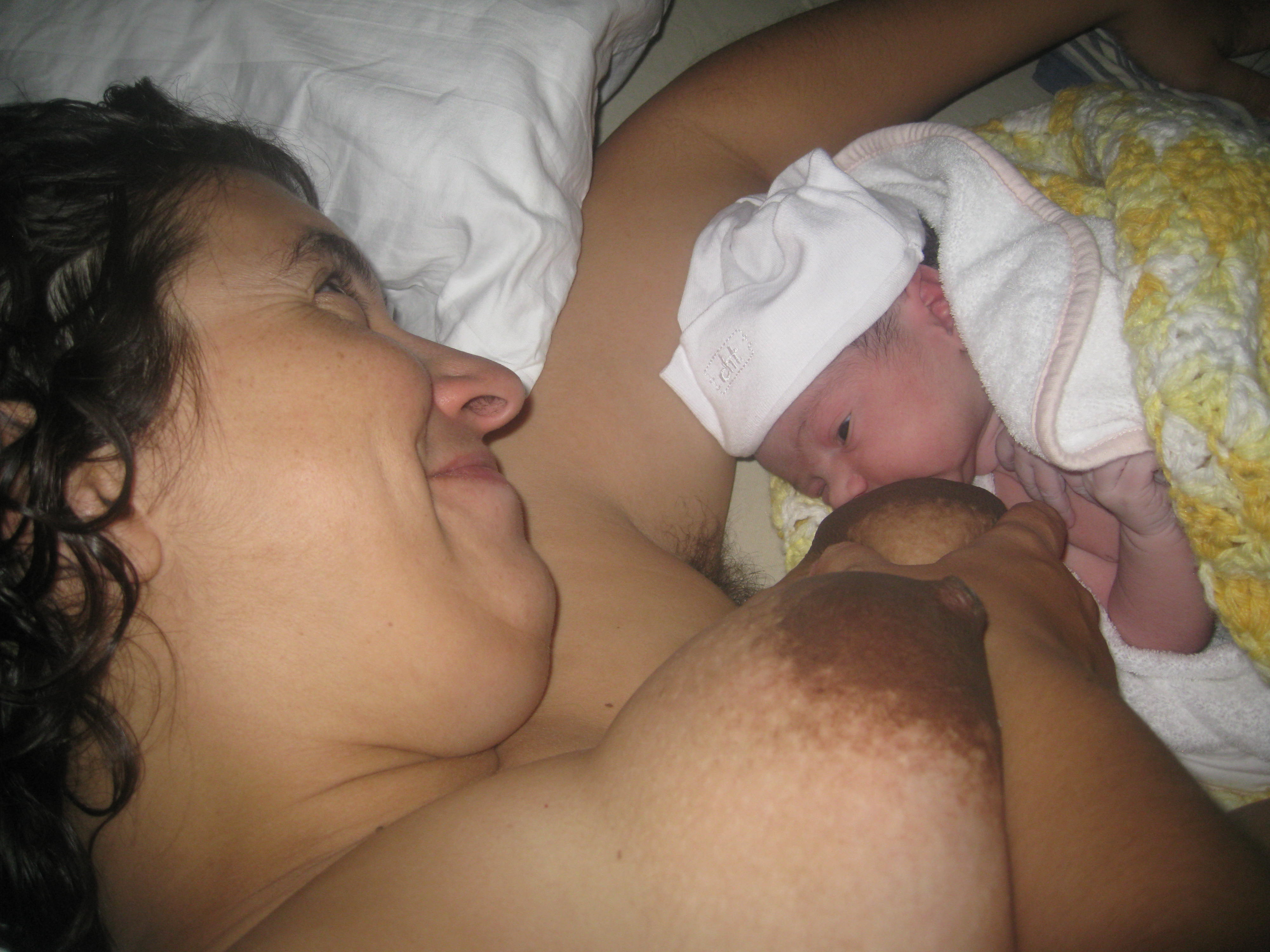
Le nouveau-né directement mis au sein

Les motivations des couples qui choisissent l'accouchement à domicile moderne sont multiples. Parmi elles, on peut citer :
- la volonté de se réapproprier la naissance de leur enfant, d'être respectés en tant que parents responsables.
- le désir d'impliquer le père, matériellement et émotionnellement, dans l'accouchement et dans la préparation de celui-ci.
- le besoin pour les femmes de se sentir en confiance et dans l'intimité pour « travailler » en paix, de pouvoir se déplacer, s'alimenter et choisir les positions d'accouchement qui leur conviennent, éventuellement dans l'eau.
- l'absence quasi systématique d'interventions de type touchers vaginaux répétés, perçage de la poche des eaux, épisiotomie, perfusion d'ocytociques, monitoring en continu ou intermittent mais trop long et fréquent, ou expression abdominale. Chaque geste étant discuté avant l'accouchement (avantages, risques - on ne parle pas des inconvénients). Pendant l'accouchement, les gestes proposés sont justifiés selon les circonstances et approuvés par la femme.
- une naissance non-violente pour l'enfant, selon les critères établis par les parents : la lumière est tamisée, le cordon est coupé lorsqu'il ne bat plus, l'enfant est maintenu contre sa mère en peau à peau, il n'est pas immédiatement lavé ni aspiré, il est mis au sein à volonté[13].
- un suivi post-partum à domicile en famille favorisant le repos, le bien-être des autres enfants, la participation du père, et une plus faible occurrence de la dépression post-partum, le lien mère-enfant ayant été préservé et encouragé au maximum.

L'accouchement à domicile est accompagné majoritairement par des sages-femmes, parfois par des médecins. Le praticien apporte un kit de réanimation pour la mère et pour l'enfant, des produits de perfusion permettant de faire face à la majorité des complications. Il dispose d'un monitoring portatif permettant des enregistrements de l'activité cardiaque du fœtus.

## Sécurité médicale de l'accouchement à domicile
Les études épidémiologiques ont mis en évidence des risques associés au refus strict de toute médicalisation de l'accouchement à domicile, refus qui multiplie les risques de décès en couches par 100 dans les groupes religieux qui observent ces pratiques. Mais dans le cas de grossesses normales où l'accouchement à domicile est préparé et accompagné par un personnel qualifié, certaines études suggèrent qu'il n'y aurait pas d'augmentation des risques encourus tant par la mère que par l'enfant,,. Cependant, une méta-analyse de 2010 souligne que dans les articles retenus, les femmes choisissant l'accouchement à domicile ont significativement moins de facteurs de risque (moins d'obèses, moins d'utérus cicatriciels ou encore moins d'antécédents obstétricaux), mais que le risque relatif de mort néonatal est presque deux fois supérieur (odds ratio de 1,98) chez les femmes accouchant à domicile si on considère l'ensemble des naissances, ce risque relatif étant presque trois fois supérieur lorsque aucune anomalie n'a été notée à la naissance (OR de 2,87). En 2013, un article de l'American Journal of Obstetrics and Gynecology, considérant que l'accouchement à domicile entraîne une inutile augmentation des risques, tant pour la mère que pour l'enfant, et que le taux relativement important de transferts d'urgence à l'hôpital représente un coût non négligeable et une forte source de désagréments et d'angoisse évitables pour la mère, recommande aux professionnels de santé de privilégier l'éthique professionnelle face à l'idéologie en incitant les patientes à opter pour un accouchement en milieu hospitalier. Il est à noter qu'aucune étude prospective randomisée (le meilleur niveau de preuve scientifique) ne peut être envisagée pour comparer les résultats périnataux entre les divers modes de prise en charge des accouchements. En effet, pour des raisons d'éthique, les parents doivent bénéficier d'une entière liberté de choix en dehors de toute situation d'urgence obstétricale, ce qui interdit tout protocole expérimental basé sur un tirage au sort.[réf. nécessaire]
Le consensus en gynécologie obstétrique déconseille cette pratique ; cette opposition ne se retrouve pas chez les sages-femmes, qui sont plus divisées sur la question. Pour des raisons médico-légales, la plupart des professionnels de santé sollicités pour un accouchement accompagné à domicile ne le pratiquent que dans le cadre d'une grossesse normale ou « physiologique » : pas de naissance gémellaire, pas de présentation en siège, pas de placenta praevia, pas de contre-indications de type hypertension. Une inscription dans une maternité proche est souvent effectuée au cas où un transfert serait nécessaire.
En Belgique, la sage-femme « autorisée à exercer en Belgique la profession d’accoucheuse ou à y accomplir des prestations en qualité d’accoucheuse, est habilitée à assumer sous sa responsabilité la surveillance de femmes enceintes pour lesquelles une grossesse à haut risque a été exclue, à pratiquer les accouchements dont l’évolution sera très probablement eutocique, et à soigner et accompagner la mère et l’enfant au cours du post-partum normal. La grossesse normale et l’accouchement eutocique sont l’ensemble des phénomènes physiologiques, mécaniques et psychologiques qui aboutissent à l’expulsion spontanée, à terme, d’abord du fœtus en présentation du sommet et ensuite du placenta. »
La répartition des décès maternels était en France, pour la période 1996-2001, de 94 % pour les établissements hospitaliers (maternités et cliniques) et de 6 % à domicile, que celui-ci ait été le lieu d'accouchement ou non, à mettre bien sûr en regard du faible nombre d'accouchements à domicile (entre 2 000 et 3 000 par an pour 800 000 naissances, soit moins de 2 %).
Ces statistiques n'apportent aucune indication sur la mortalité maternelle dans le cas d'accouchements à domicile planifiés et accompagnés par un professionnel de santé. En effet, les services d'urgence font état d'un accroissement significatif du nombre d'accouchements « spontanés » qui ont eu lieu à domicile (pour diverses raisons médicales ou sociales) en l'absence de tout suivi obstétrical[réf. nécessaire][pertinence contestée].
La condamnation ferme par des collèges de gynécologues-obstétriciens de plusieurs pays de toute pratique de l'accouchement hors du cadre hospitalier (ce qui exclut aussi les maisons de naissance) est remise en cause par différentes associations.